# بچه بن
بچهٔ بن (انگلیسی: Ben's Kid) یک فیلم کوتاه کمدی آمریکایی است که در سال ۱۹۰۹ منتشر شد. این نخستین فیلم راسکو آرباکل در مقام بازیگری بود.

## بازیگران
- تام سانچی
- هری تاد
- راسکو آرباکل